# Eerste klasse 1968-69 (voetbal België)
Het seizoen 1968/69 van de Belgische Eerste Klasse ging van start in de zomer van 1968 en eindigde in de lente van 1969. De competitie telde 16 clubs. Standard Luik werd landskampioen en pakte de vierde landstitel uit zijn geschiedenis. Standard maakte hiermee een eind aan een reeks van vijf landstitels op rij die RSC Anderlechtois.

## Gepromoveerde teams
Deze teams waren gepromoveerd uit de Tweede Klasse voor de start van het seizoen:
- ARA La Gantoise (kampioen in Tweede)
- Union Royale Saint-Gilloise (tweede in Tweede)

## Degraderende teams
Deze teams degradeerden naar Tweede Klasse op het eind van het seizoen:
- KFC Malinois
- Daring Club de Bruxelles

## Titelstrijd
Standard Luik werd kampioen met vijf punten voorsprong op Charleroi SC.

## Europese strijd
Standard was als landskampioen geplaatst voor de Europacup voor Landskampioenen van het volgend seizoen. Lierse SK plaatste zich als bekerwinnaar voor de Europese Beker voor Bekerwinnaars. Charleroi SC, RSC Anderlechtois en RFC Brugeois plaatsten zich voor de Beker der Jaarbeurssteden.

## Degradatiestrijd
Daring Club de Bruxelles eindigde afgetekend als laatste. KFC Malinois strandde op een voorlaatste plaats. Beide clubs degradeerden.

## Eindstand
|         |    |                             | P  | W  | G  | V  | +  | -  | DS  | Ptn |
| ------- | -- | --------------------------- | -- | -- | -- | -- | -- | -- | --- | --- |
| K       | 1  | R. Standard Club Liégeois   | 30 | 19 | 7  | 4  | 62 | 18 | 44  | 45  |
| (jaarb) | 2  | R. Charleroi SC             | 30 | 17 | 6  | 7  | 42 | 26 | 16  | 40  |
| (beker) | 3  | K. Lierse SK                | 30 | 13 | 10 | 7  | 49 | 36 | 13  | 36  |
| (jaarb) | 4  | RSC Anderlechtois           | 30 | 12 | 12 | 6  | 59 | 33 | 26  | 36  |
| (jaarb) | 5  | RFC Brugeois                | 30 | 13 | 9  | 8  | 55 | 33 | 22  | 35  |
|         | 6  | SK Beveren-Waas             | 30 | 12 | 9  | 9  | 45 | 44 | 1   | 33  |
|         | 7  | K. Sint-Truidense VV        | 30 | 11 | 11 | 8  | 44 | 41 | 3   | 33  |
|         | 8  | KSV Waregem                 | 30 | 12 | 5  | 13 | 50 | 50 | 0   | 29  |
|         | 9  | K. Beeringen FC             | 30 | 10 | 9  | 11 | 32 | 41 | -9  | 29  |
|         | 10 | RFC Liégeois                | 30 | 12 | 4  | 14 | 35 | 44 | -9  | 28  |
|         | 11 | ARA La Gantoise             | 30 | 8  | 12 | 10 | 33 | 39 | -6  | 28  |
|         | 12 | Union Royale Saint-Gilloise | 30 | 8  | 9  | 13 | 30 | 42 | -12 | 25  |
|         | 13 | R. Racing White             | 30 | 8  | 9  | 13 | 29 | 43 | -14 | 25  |
|         | 14 | K. Beerschot VAV            | 30 | 8  | 7  | 15 | 39 | 51 | -12 | 23  |
| D       | 15 | KFC Malinois                | 30 | 6  | 8  | 16 | 32 | 57 | -25 | 20  |
| D       | 16 | R. Daring Club de Bruxelles | 30 | 5  | 5  | 20 | 27 | 65 | -38 | 15  |

P: wedstrijden gespeeld, W: wedstrijden gewonnen, G: gelijke spelen, V: wedstrijden verloren, +: gescoorde doelpunten, -: doelpunten tegen, DS: doelsaldo, Ptn: totaal punten
K: kampioen, D: degradeert, (beker): bekerwinnaar, (jaarb): geplaatst voor Beker der Jaarbeurssteden

## Topscorers
De Hongaar Antal Nagy van landskampioen Standard CL werd topschutter met 20 doelpunten.
1895/96 · 1896/97 · 1897/98 · 1898/99 · 1899/00 · 1900/01 · 1901/02 · 1902/03 · 1903/04 · 1904/05 · 1905/06 · 1906/07 · 1907/08 · 1908/09 · 1909/10 · 1910/11 · 1911/12 · 1912/13 · 1913/14 · 1914/15 · 1915/16 · 1916/17 · 1917/18 · 1918/19 · 
1919/20 · 1920/21 · 1921/22 · 1922/23 · 1923/24 · 1924/25 · 1925/26 · 1926/27 · 1927/28 · 1928/29 · 1929/30 · 1930/31 · 1931/32 · 1932/33 · 1933/34 · 1934/35 · 1935/36 · 1936/37 · 1937/38 · 1938/39 · 1939/40 · 1940/41 · 1941/42 · 1942/43 · 1943/44 · 1944/45 · 1945/46 · 1946/47 · 1947/48 · 1948/49 · 1949/50 · 1950/51 · 1951/52 · 1952/53 · 1953/54 · 1954/55 · 1955/56 · 1956/57 · 1957/58 · 1958/59 · 1959/60 · 1960/61 · 1961/62 · 1962/63 · 1963/64 · 1964/65 · 1965/66 · 1966/67 · 1967/68 · 1968/69 · 1969/70 · 1970/71 · 1971/72 · 1972/73 · 1973/74 · 1974/75 · 1975/76 · 1976/77 · 1977/78 · 1978/79 · 1979/80 · 1980/81 · 1981/82 · 1982/83 · 1983/84 · 1984/85 · 1985/86 · 1986/87 · 1987/88 · 1988/89 · 1989/90 · 1990/91 · 1991/92 · 1992/93 · 1993/94 · 1994/95 · 1995/96 · 1996/97 · 1997/98 · 1998/99 · 1999/00 · 2000/01 · 2001/02 · 2002/03 · 2003/04 · 2004/05 · 2005/06 · 2006/07 · 2007/08 · 2008/09 · 2009/10 · 2010/11 · 2011/12 · 2012/13 · 2013/14 · 2014/15 · 2015/16 · 2016/17 · 2017/18 · 2018/19 · 2019/20 · 2020/21· 2021/22 · 2022/23 · 2023/24 · 2024/25